# جسم مضاد داخل خلوي
في علم الأحياء الجزيئي، يُعَد الجسم (المضاد) الداخلي (بالإنجليزية: Intrabody) جسمًا مضادًا يعمل داخل الخلية للارتباط ببروتين داخل الخلايا. ونظرًا لعدم وجود آلية موثوقة لإحضار الأجسام المضادة إلى خلية حية من البيئة خارج الخلية، فإن هذا يتطلب عادةً التعبير عن الجسم المضاد داخل الخلية المستهدفة، والذي يمكن إنجازه في الحيوانات المعدلة وراثيًا أو عن طريق العلاج الجيني. ونتيجة لذلك، تُعرَّف الأجسام الداخلية بأنها أجسام مضادة تم تعديلها للتوطين داخل الخلايا، وقد أصبح المصطلح يُستخدم بسرعة حتى عندما يتم إنتاج الأجسام المضادة في بدائيات النوى أو غيرها من الخلايا غير المستهدفة. يمكن أن ينطبق هذا المصطلح على عدة أنواع من توجيه البروتين: قد يظل الجسم المضاد في السيتوبلازم، أو قد يكون لديه إشارة توطين نووية، أو قد يخضع لانتقال مشترك عبر الغشاء إلى تجويف الشبكة الإندوبلازمية، بشرط الاحتفاظ به في تلك الحجرة من خلال تسلسل KDEL.